# سياحة ثقافية

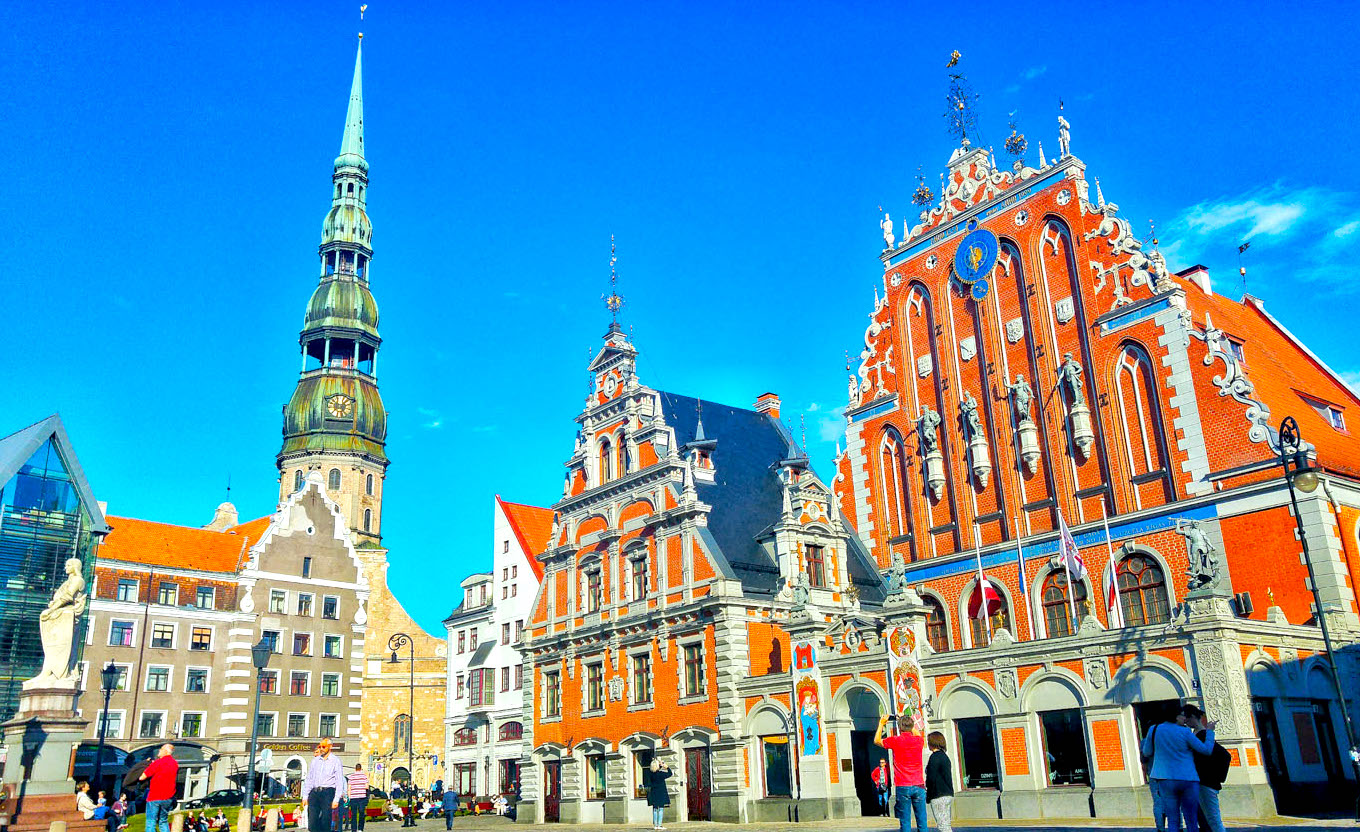
كاتدرائية ريغا (يسار) وبيت الرؤوس السوداء (يمين) في ريغا، عاصمة الثقافة الأوروبية 2014

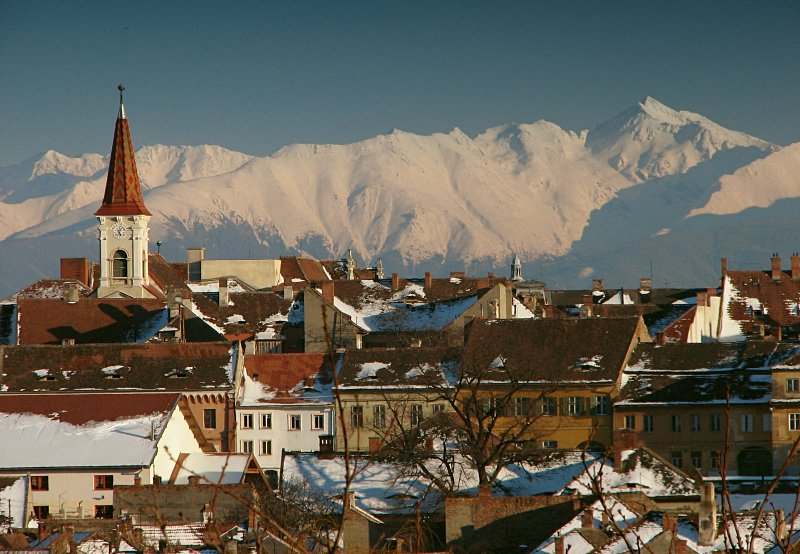
سيبيو، رومانيا

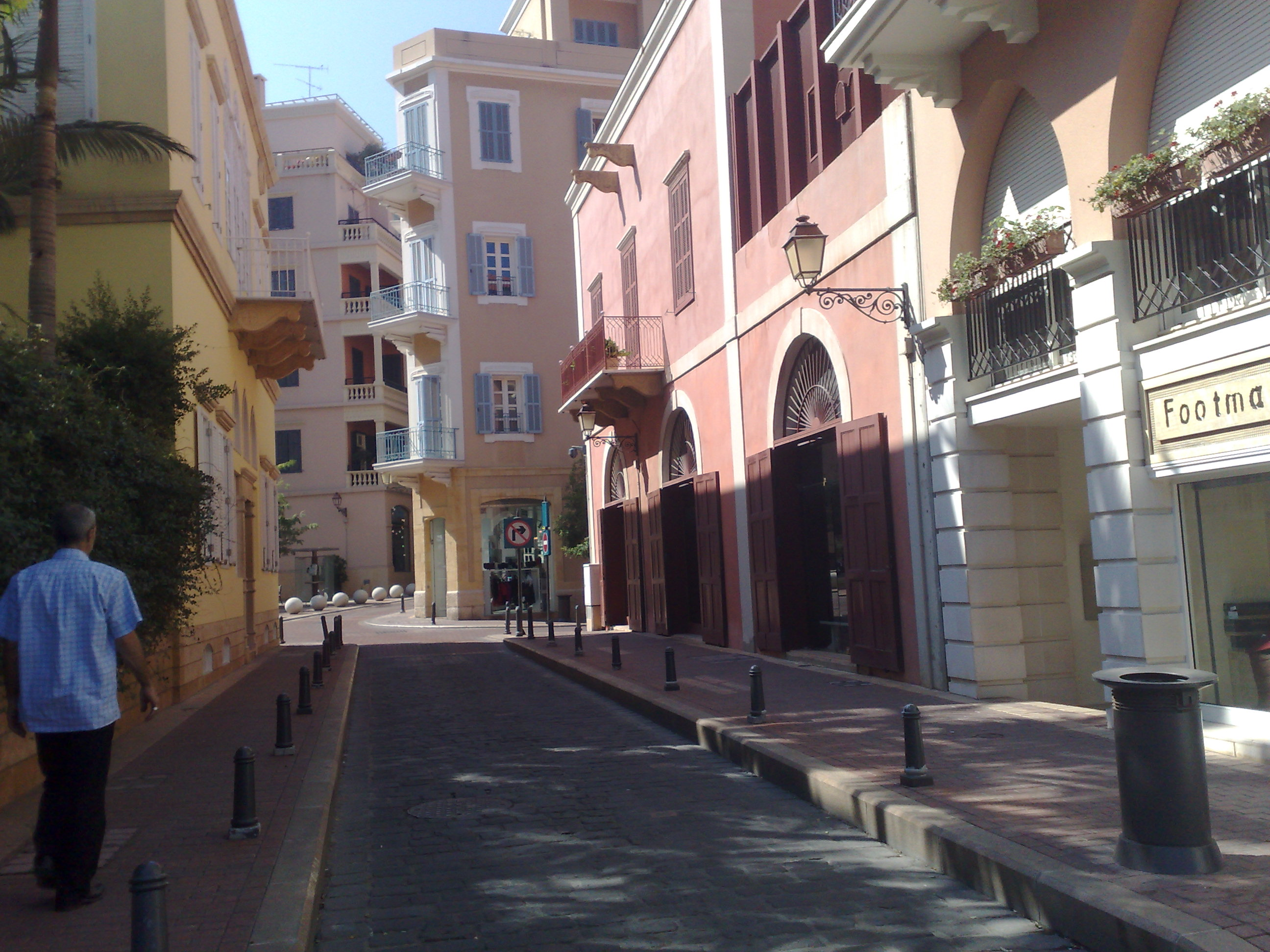
حي الفنون في وسط بيروت، لبنان

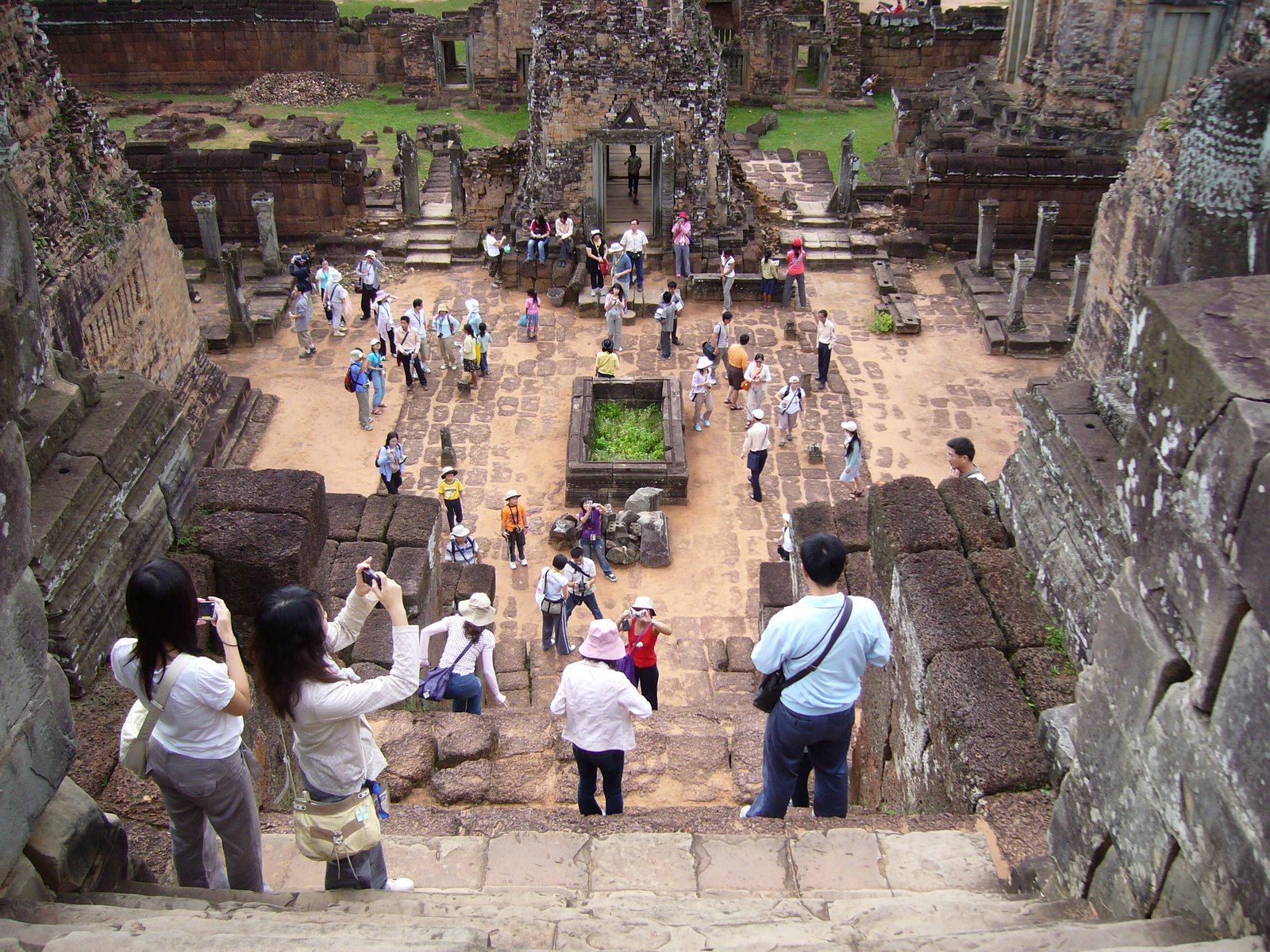
السياح الذين يلتقطون الصور في أنقاض معبد الخمير، مثال على السياحة الثقافية.

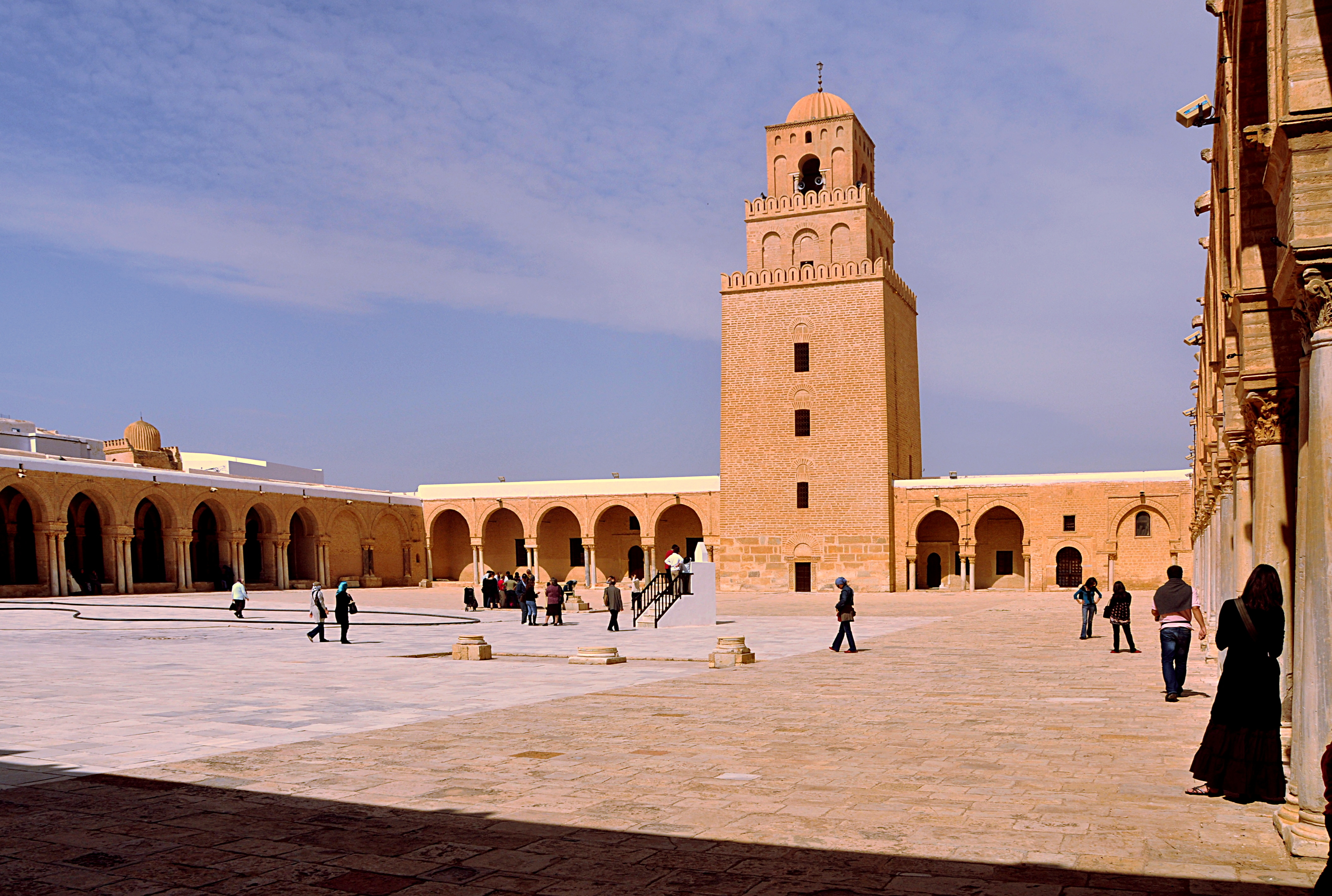
السياح في ساحة المسجد الكبير بالقيروان (ويسمى أيضًا مسجد عقبة). يعتبر الجامع الكبير بالقيروان واحداً من أهم وأهم المعالم الحضارية الإسلامية، ويقع في مدينة القيروان للتراث العالمي في تونس.

السياحة الثقافية هي مجموعة فرعية من السياحة المعنية بمشاركة المسافر مع ثقافة بلد أو منطقة، وتحديدا نمط حياة الناس في تلك المناطق الجغرافية، وتاريخ هؤلاء الناس، وفنهم، والهندسة المعمارية، والدين (الأديان)، وغيرها من العناصر التي ساهم في تشكيل أسلوب حياتهم.

## نظرة عامة
السياحة الثقافية تشمل السياحة في المناطق الحضرية، ولا سيما المدن التاريخية أو الكبيرة والمرافق الثقافية مثل المتاحف والمسارح.
من المتفق عليه بشكل عام أن السياح الثقافيين ينفقون أكثر بكثير من السياح العاديين. كما أصبح هذا الشكل من السياحة أكثر شيوعًا بشكل عام في جميع أنحاء العالم، وقد أبرز تقرير حديث لمنظمة التعاون والتنمية في الميدان الاقتصادي الدور الذي يمكن أن تلعبه السياحة الثقافية في التنمية الإقليمية في مناطق العالم المختلفة.
تم تعريف السياحة الثقافية على أنها «انتقال الأشخاص إلى مناطق الجذب الثقافي بعيدًا عن مكان إقامتهم الطبيعي، بهدف جمع معلومات وخبرات جديدة لتلبية احتياجاتهم الثقافية». يمكن أن تشمل هذه الاحتياجات الثقافية ترسيخ هوية المرء الثقافية الخاصة، من خلال مراقبة «الآخرين» الغريبة.

## الأماكن
نوع واحد من وجهة السياحة الثقافية هو المناطق الثقافية الحية. زيارة أي ثقافة غير ثقافة المرء مثل السفر إلى دولة أجنبية. وتشمل الوجهات الأخرى المواقع التاريخية والمناطق الحضرية الحديثة و «الجيوب العرقية» للمدينة والمعارض/ المهرجانات والمتنزهات والأنظمة البيئية الطبيعية. لقد ثبت أن المعالم الثقافية والأحداث هي مغناطيس قوي بشكل خاص للسياحة.
يستخدم مصطلح السياحة الثقافية في الرحلات التي تشمل زيارات إلى الموارد الثقافية، بغض النظر عما إذا كانت موارد ثقافية ملموسة أو غير ملموسة، وبغض النظر عن الدافع الأساسي. من أجل فهم مفهوم السياحة الثقافية بشكل صحيح، من الضروري معرفة تعريفات المصطلحات العددية، على سبيل المثال، الثقافة والسياحة والاقتصاد الثقافي والإمكانات الثقافية والسياحية والعروض الثقافية والسياحية وغيرها.

## المبادئ الرئيسية

### تخطيط الوجهة
مع حدوث قضية العولمة في هذا العصر الحديث، أصبح التحدي المتمثل في الحفاظ على المجتمعات الثقافية القليلة المتبقية حول العالم صعبًا. في مجتمع القبائل، يعد الوصول إلى التقدم الاقتصادي بأقل قدر من التأثيرات السلبية هدفًا أساسيًا لأي مخطط وجهة. نظرًا لأنهم يستخدمون ثقافة المنطقة كجاذبية رئيسية، فإن تنمية الوجهة المستدامة للمنطقة أمر حيوي بالنسبة لهم لمنع الآثار السلبية (أي تدمير الهوية الحقيقية للمجتمع القبلي) بسبب السياحة.

#### قضايا الإدارة
من المؤكد أن مبدأ «مقاس واحد يناسب الجميع» لا ينطبق على تخطيط الوجهة. فالاحتياجات والتوقعات والفوائد المتوقعة من السياحة تتنوع في الأموال، فهناك مثال واضح على أن المجتمعات المحلية التي تعيش في مناطق ذات إمكانات سياحية (وجهات) تضع رؤية لنوع السياحة التي يريدون تسهيلها، اعتمادًا على القضايا والمخاوف التي يريدون تسويتها أو رضاهم.

### موارد تخطيط الوجهة

#### أدلة التخطيط

##### الثقافة - قلب سياسة التنمية
من المهم أن يأخذ مخطط الوجهة في الاعتبار التعريف المتنوع للثقافة حيث أن المصطلح غير موضوعي. إن إشباع اهتمامات السائحين مثل المناظر الطبيعية والمناظر البحرية والفن والطبيعة والتقاليد وأساليب الحياة والمنتجات الأخرى المرتبطة بها - والتي يمكن تصنيفها ثقافيًا بالمعنى الواسع للكلمة - هو اعتبار رئيسي لأنه يمثل المرحلة الأولية من تطوير وجهة ثقافية.
يمكن تطوير جودة الخدمة والوجهة، التي لا تعتمد فقط على التراث الثقافي ولكن الأهم على البيئة الثقافية، من خلال وضع ضوابط وسياسات تحكم المجتمع وأصحاب المصلحة فيه.
لذلك، من الآمن أن نقول أن المخطط يجب أن يكون على الكرة بالمعنى المتنوع للثقافة نفسها، لأن هذا يغذي صياغة سياسات التنمية التي تتطلب تخطيطًا فعالًا ومراقبة النمو (على سبيل المثال سياسة صارمة بشأن حماية المجتمع والمحافظة عليه).

##### المجتمع المحلي والسياح والمقصد والسياحة المستدامة
في حين أن إرضاء مصالح ومطالب السياح قد يكون أولوية قصوى، إلا أنه من الضروري أيضًا اجترار النظم الفرعية للوجهة (المقيمين).
يجب توقع ضغوط التطوير وتعيينها إلى الحد الأدنى لها من أجل الحفاظ على موارد المنطقة ومنع تشبع الوجهة لعدم إساءة استخدام المنتج والمقيمين في المقابل. يجب أن تتضمن الخطة السكان المحليين لتحقيق مكاسبها من خلال تدريبهم وتوظيفهم وفي هذه العملية تشجيعهم على المشاركة في أعمال السفر. يجب ألا يكون المسافرون على دراية بالوجهة فحسب، بل يجب أن يهتموا أيضًا بكيفية مساعدتها على الحفاظ على شخصيتها مع توسيع تجربة السفر.

#### البحوث في السياحة
السياحة الدولية تغير العالم. يقود مركز السياحة والتغيير الثقافي (CTCC) على الصعيد الدولي في الاقتراب من السياحة لإجراء البحوث الهامة المتعلقة بالعلاقات بين السياحة والسياح والثقافة.